# Glam (utwór)
„Glam” to piosenka electropopowa pochodząca z szóstego studyjnego albumu amerykańskiej wokalistki Christiny Aguilery zatytułowanego Bionic (2010). Utwór napisany został przez Aguilerę, Christophera „Tricky’ego” Stewarta i Claude’a Kelly’ego, a wyprodukowany przez samego Stewarta.
Tematem utworu jest wysokiej klasy żeńska moda; piosenka traktuje o „wertowaniu garderoby i szukaniu stylu, dążeniu do bycia olśniewającą przed wyjściem do klubu”. Na początku 2010 ogłoszono, że utwór posłuży za pierwszy singel z płyty Bionic, lecz finalnie na singlu wydano piosenkę „Not Myself Tonight”. „Glam” spotkał się z pozytywnymi recenzjami krytyków, chwalony głównie za nowoczesną strukturę melodyjną oraz wokal Aguilery. Był również notowany na kilku listach przebojów, w tym w Korei Południowej (stał się tam trzydziestym piątym najlepiej sprzedającym cyfrowo utworem roku). W 2016 redaktorzy serwisu muzycznego popheart.pl okrzyknęli nagranie jako „wyprzedzające swoje czasy”.

## Informacje o utworze

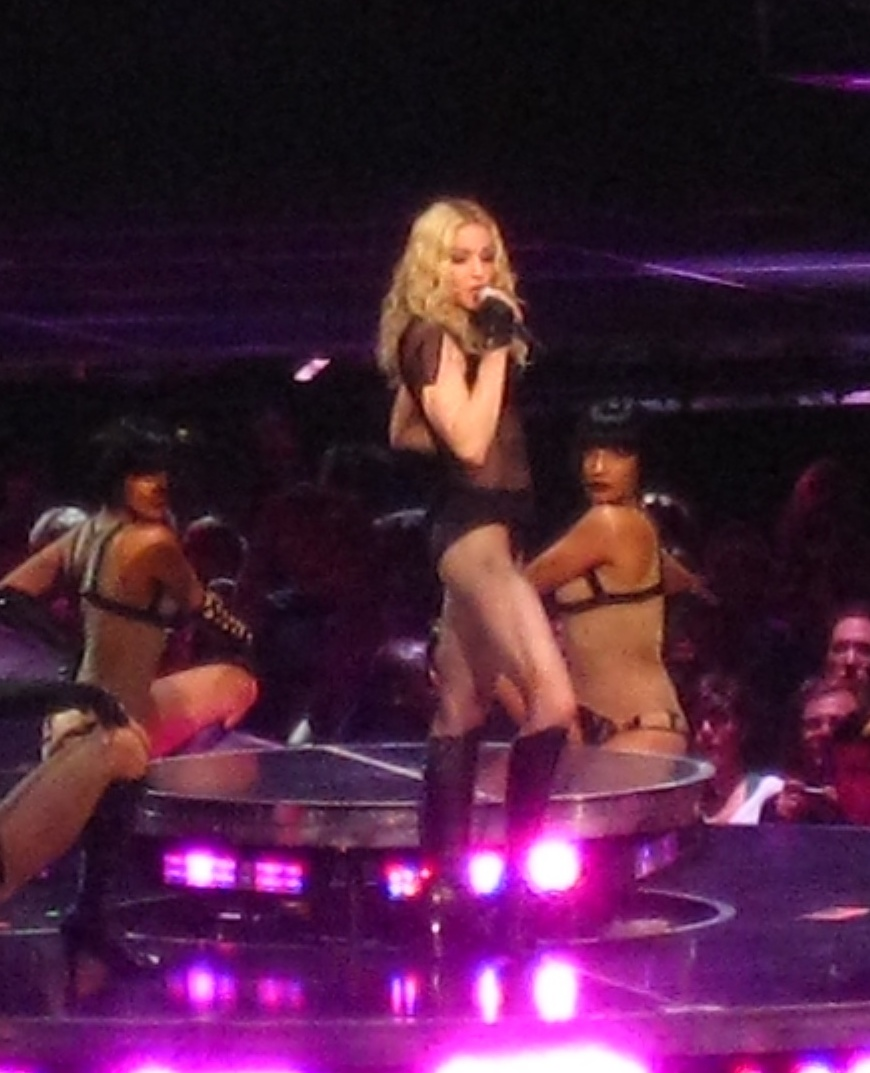
„Glam” nawiązuje do przeboju Madonny z początku lat 90., „Vogue”.

Utwór stanowi połączenie electro- i dance-popu oraz muzyki urban. Na albumie Bionic piosenkę poprzedza jedenastosekundowe intro „Love & Glamour”, w całości wyrecytowane przez Christinę Aguilerę. W przerywniku tym wokalistka mówi: „Moda to styl życia, to wybór. To wolność w wyrażaniu siebie. Musisz nią żyć, musisz ją kochać”. W trakcie refrenu piosenkarka zwraca się do słuchaczek, śpiewając: „Stań się olśniewająca; nie pozwól, by nosiły cię brania”. Kompozycję nagrywano na początku 2010 roku w dwóch kalifornijskich pracowniach: The Boom Boom Room w Burbank oraz The Red Lips Room, osobistym studio nagraniowym Aguilery w jej posiadłości w Beverly Hills. W The Red Lips Room zarejestrowano wokale artystki. Dwie pierwsze zwrotki i refreny piosenki „Glam” Aguilera wykonuje falsetem, odchodząc od swojego charakterystycznego stylu śpiewania (sopran koloraturowy).
W wywiadzie dla Marie Claire Aguilera opisała utwór jako „popowy, hip-hopowo modulowany powrót do przeszłości, zbliżony do 'Vogue' Madonny”. Do przeboju Madonny z lat 90. odwołał się także Claude Kelly, jeden z autorów kompozycji, nazywając dzieło Aguilery „współczesnym 'Vogue’iem'”. Tematyką utworu jest wysokiej klasy moda. Zdaniem Claude’a Kelly’ego, „Glam” skierowany jest ku żeńskim odbiorcom, traktuje o wertowaniu garderoby i szukaniu najlepszego stylu, dążeniu do bycia olśniewającą i seksowną przed wyjściem do klubu. Komponując utwór, autor czerpał inspirację z czasów swego dzieciństwa: nagranie stanowi ukłon dla voguingu, klubów muzycznych typu „ballroom” oraz nowojorskiej sceny drag. Kelly zdradził także, że do stworzenia piosenki Aguilerę i jego zainspirowała kompozycja „Supermodel” RuPaula, amerykańskiego aktora i drag queen. „Xtina i ja napisaliśmy 'Glam', żartując sobie z 'Supermodel' RuPaula” – wyjawił. Sama Aguilera przyznała, że napisanie utworu natchnęło ją przez bliskich przyjaciół, zwolenników mody, a także osobę Johna Galliano, uznanego projektanta, ulubieńca piosenkarki wśród kreatorów stylu.
„Glam” miał zostać wydany jako pierwszy singel z albumu Bionic, o czym Aguilera pierwotnie wspomniała w lutowym wydaniu amerykańskiej edycji magazynu Marie Claire. Na dzień wydania „Glam” jako singla datowano 24 lutego 2010 roku. Informacja ta pojawiła się następnie na łamach brytyjskiego dziennika Daily Mail, lecz wytwórnia RCA Records ostatecznie zmieniła swoją decyzję wobec singla inauguracyjnego po odroczeniu premiery szóstej płyty wokalistki, zamieniając „Glam” na „Not Myself Tonight”. Właśnie w związku ze wstępnymi planami RCA, planowano także wydanie piosenki w charakterze trzeciego oficjalnego singla z albumu Bionic. Według niektórych informacji, publikację „Glam” datowano na 5 października 2010, lecz słaba sprzedaż albumu przyczyniła się do zawieszenia jego dalszej promocji wczesną jesienią tego roku.
Mimo braku wydania w formie singla, kompozycja spotkała się z promocją airplayową na terenie Korei Południowej, gdzie emisji „Glam” podjęły się rozgłośnie radiowe. W kraju tym piosenkę udostępniono w sprzedaży cyfrowej, co znacznie wpłynęło na jej popularność. W formacie digital download wyprzedano 354 259 kopii „Glam”. Zapewniło to utworowi szczytną pozycję #62 w cotygodniowym notowaniu Top 100 Singles oraz miejsce #35 na liście podsumowującej najlepiej sprzedające się w Korei Południowej single 2010 roku; wydawcą obu zestawień było Gaon Chart. „Glam” był też przebojem notowań sklepu internetowego iTunes Store. W Szwecji, Meksyku i Rosji nagranie zyskało emisję radiową.

## Opinie
Zdaniem redaktorów serwisu the-rockferry.onet.pl, „Glam” to jedna z najlepszych kompozycji nagranych przez Aguilerę w latach 1997−2010. W marcu 2014 roku interaktywny serwis top50songs.org podał, że internauci uznają „Glam” za jedną z czterdziestu najlepszych piosenek Aguilery. W czerwcu 2016 witryna popheart.pl nazwała „Glam” nagraniem „wyprzedzającym swoje czasy”, chwaląc je przy okazji za nowoczesność, która z biegiem lat wcale się nie stępiła.

### Recenzje
Kompozycja spotkała się generalnie z pozytywnym przyjęciem krytyki – zarówno ze strony opiniodawców profesjonalnych, jak i działających niezależnie. Zdaniem jednego z recenzentów internetowego portalu Tastes Like Caramel, utwory „Glam”, „Prima Donna” i „Vanity” ukazują „zarozumiałą i żartobliwą stronę” Aguilery; ponadto według recenzenta, „Glam” to „'Vogue' roku 2020”, zapewniający słuchaczowi niezapomniane wrażenia oraz charakteryzujący się oszałamiającym bitem. Pamflecista współpracujący ze stroną UnrealityShout.com uznał linię basową piosenki za bardzo chwytliwą, a jej intro określił jako „najbardziej kuszące” na płycie Bionic. W ramach omówienia szóstego studyjnego albumu Aguilery, Elysa Gardner (USA Today) uznała „Glam” za utwór „mało odkrywczy”, lecz imponujący wokalem swej wykonawczyni. Allison Stewart, pracująca dla pisma The Washington Post, skwitowała utwór jako „niespokojny, elektroniczny kawałek; świetny moment albumu Bionic”, natomiast Mesfin Fekadu z Boston Globe okrzyknął go „najlepszym tanecznym numerem”, „gotowym do zaprezentowania podczas pokazu mody”. Chris DeLine (Culture Bully) z aprobatą podkreślił zabawowy charakter „Glam” oraz porównał jego strukturę muzyczną do tych z przeboju australijskiej piosenkarki Olivii Newton-John „Physical” (1981) i „Technologic” (2005) z repertuaru francuskiego duetu Daft Punk. Katarzyna Borucka (merlin.pl) przytoczyła tytuł piosenki „Glam” jako najlepszej zawartej na płycie. Autor strony musicaddiction2.com dobrze ocenił piosenkę: „Christina udziela modowych wskazówek ('nie pozwól, by to ubrania cię nosiły!') dokonując recyklingu 'Vogue'a' Madonny w utworze 'Glam', który naprawdę rozbrzmiewa jak czarujący electropop. Kawałek brzmi prawie jak 'Elastic Love'. Zawiera ładną melodię i wokale, ale nadal nie jest to standout albumu Bionic. Tylko przejście piosenki oferuje coś innego niż jej reszta, na co wpływają szybkie klaskanie i wpływy dancehallu”. Według recenzentki portalu Feminist Review utwór jest „ładny i przyjazny gejom” (patrz gay-friendly – przyp.), a także przywodzi na myśl film Paris Is Burning (1990) oraz serial Seks w wielkim mieście (1998-2004) (tytuły kultowe wśród społeczności LGBT). Opiniodawca pracujący dla ukmix.org pisał o „Glam” jako o utworze, którego „zimne i minimalistyczne dźwięki współpracują niezwykle dobrze z popisami wokalnymi Aguilery”. W odróżnieniu od większości intratnych wypowiedzi, negatywną recenzję wydał Bradley Stern (MuuMuse.com); zdaniem dziennikarza, „Glam” to „niewypał, który rozpoczyna się obiecująco, jednak nie wtłacza w refren utworu wystarczająco dużo energii, by udowodnić, że jego słowa są tak silne, jak chcą być”.

## Promocja i późniejsze wykonania
Utwór „Glam”, podobnie, jak kilkanaście piosenek innych czołowych artystów z całego świata, znalazł się na ścieżce dźwiękowej do brazylijskiej telenoweli Ti Ti Ti (2010). W marcu 2011 „Glam” miał zostać wykorzystany w odcinku drugiego sezonu serialu telewizyjnego FOX Glee pt. „Sexy”, gdzie jego wykonania podjąć mieli się bohaterowie serialu – członkowie licealnego chóru. Już w momencie pojawienia się tej informacji mówiono, że wpłynie to na promocję utworu, jego wysoką sprzedaż cyfrową oraz wzrost zainteresowania albumem Bionic, ostatecznie jednak „Glam” został zastąpiony przez inne piosenki i nie został wykorzystany w odcinku Glee.
W 2019 roku piosenka została wpisana na setlistę rezydentury The Xperience. Wykorzystano ją jako przerywnik między występami Aguilery: na scenie wokalistkę zastąpili vogue'ujący tancerze, a ekran wizyjny ukazywał nagranie wideo z udziałem drag queens. To samo zastosowanie utwór miał podczas europejskiej trasy The X Tour ('19).
W lipcu 2020 Aguilera zamieściła na TikToku materiał wideo, w którym odśpiewuje partie piosenki przed lustrem, nakładając makijaż.

## Obecność w kulturze masowej
W 2016 roku utwór wykorzystywany był w programie rozrywkowym ITV Who's Doing the Dishes?.

## Remiksy utworu
- K. Tavarez Cortes Private Radio Mix – 3:47
- T.S.D. Remix – 3:51
- DiscoTech Remix (nieopublikowany)[42]

## Twórcy
| - Główne wokale: Christina Aguilera - Producent: Christopher „Tricky” Stewart - Autor: Christina Aguilera, Christopher „Tricky” Stewart, Claude Kelly - Mixer: Jaycen Joshua - Nagrywanie: Brian "B-LUV" Thomas, Andrew Wuepper - Nagrywanie wokalu: Oscar Ramirez | - Producent wokalu: Claude Kelly - Inżynier dźwięku: Pat Thrall - Asystent inżyniera dźwięku: Luis Navarro, Randy Urbanski - Mixer: Jaycen Joshua - Asystent mixera: Giancarlo Lino - Wokale wspierające: Claude Kelly |

## Pozycje na listach przebojów
| Kraj             | Notowanie (2010)      | Wydawca    | Najwyższa pozycja |
| ---------------- | --------------------- | ---------- | ----------------- |
| Hongkong         | Top 20 Singles        | IFPI       | 17                |
| Indonezja        | Top Digital Songs     | LIMA       | 10                |
| Korea Południowa | Top 100 Digital Songs | Gaon Chart | 2                 |
| Korea Południowa | Top 100 Singles       | Gaon Chart | 62                |
| Rumunia          | Top 20 Songs          | Bravo      | 16                |

### Listy końcoworoczne
| Kraj             | Notowanie (2010) | Wydawca    | Pozycja |
| ---------------- | ---------------- | ---------- | ------- |
| Korea Południowa | Top 100 Singles  | Gaon Chart | 35      |